# Dick Bódog
Dick Bódog (Miskolc, 1893. április 12. – Budapest, 1948. május 6.) magyar újságíró, gyorsíró, kiadóigazgató. 

## Élete
Dick Simon (1843–1932) textilnagykereskedő, Miskolc képviselőtestületének tagja és Hofmann Mária (1852–1924) fia. 1910-től az Újság és a Budapesti Tudósító című kőnyomatos, 1912-től a Magyar Távirati Iroda, 1913-tól a Budapesti Hírlap, 1914-től Az Est munkatársa volt. 1919-től Az Újság, majd a folytatásaként megjelenő Újság helyettes szerkesztője és kiadóhivatali igazgatója, s 1932-től 1939-ig a Pester Lloyd felelős kiadója és kiadóhivatali igazgatója volt. 1945 után haláláig az Athenaeum kiadóvállalatot igazgatta.
Felesége Lukács Irén (Inke) volt, akivel 1941-ben kötött házasságot.